# 最終幻想XV
《最终幻想15》是一款由史克威尔艾尼克斯製作與發行的动作角色扮演游戏，在2016年11月29日首發PlayStation 4、Xbox One版，2018年3月推出Windows版。作為《最终幻想系列》的第十五部正传作品，采用開放世界設計，战斗為即時制的动作系统。
《最终幻想15》以新的水晶神话为基础，但和系列其他作品无直接关系，游戏采用独立的世界觀、视觉设计和不同角色。
《最终幻想15》在2006年5月發布首波消息的稍早开始制作，最初公開的名称为“最终幻想Versus XIII”。因游戏开发周期拉长，逐漸淡出公众视线，也产生了关于游戏取消或更换平台的流言。2013年6月官方宣布游戏升格為第15部正傳作品，并将平台从PlayStation 3改到PlayStation 4和Xbox One。野村哲也最初作為监督，并设计角色与构思基本故事；2014年田畑端加入担任共同总监，遊戲最終於2016年上市。截至2022年5月，本作的全球累計銷量超過了1000萬份。
另有人物以Q版大頭造型重製的手機版《Final Fantasy XV 口袋版》於2018年2月在iOS和Android平台上架，同年9月則先後在PS4、Xbox One和任天堂Switch平台發行HD移植版。

## 游戏系統
《最终幻想15》中使用即时事件方式的互动过场，在这种设计下游戏操作不会中断，玩家依然保持控制，使得游戏进行自然。不过游戏亦会有采用无法操控的预渲染全动态影像（FMV）过场，在这种情况下玩家操作几乎无效。即时事件与预渲染FMV比例为7:3。游戏世界采用动态天气系统，雨效等会暂时改变角色着装的效果。游戏环境包括王国市镇和郊外村庄，極為自由和互动：比如可以毁坏物品，或选择不同路线到达目的地。
玩家可以操控游戏角色自由行动遍历环境，之中会遭遇巨大敌人。他们可以到城镇的旅馆中休息、购买装备或露营及烹調食材。在广闊开放的世界地图，玩家可以選擇步行、驾车、乘坐飞空艇或骑乘陆行鸟。车辆可以由諾克提斯、其他能驾车的角色或启用自动驾驶系統。车辆由机械师角色希德尼保养。骑乘陆行鸟需要支付租金。昼夜时间系统会影响世界地图的怪物出现。游戏中的一天相当于真实的一小时，且角色不睡眠会影响战斗力。夜间露营是角色维持战斗力和升级所必需的：白天战斗所得的经验值仅会在露营或在旅店休息时結算，在旅店休息还会有相应的经验值倍率加成，但是无法自己烹調食材。营地在探索中是避风港，购买和野外获取材料配搭烹調会给角色额外奖励。游戏中还附有钓鱼等小游戏。在驾车时，车内电台可以播放《最终幻想》系列第一至十四集主篇作品以及史克威尔艾尼克斯其他系列作品中的经典音乐原声曲目。

### 战斗系统
游戏战斗系统名为Active Cross Battle（AXB），相当于王国之心系列和《最终幻想 零式》战斗系统的写实版。和系列多数正传不同，游戏战斗画面和场景无缝接合，没有载入画面和过渡。玩家选择诸如“攻击”、“魔法”、“技术”、“道具”等命令，之後角色就会执行所需的行动。此外还有跳跃等其他行动。和《最终幻想XII》的策略（Gambit）系统类似，角色会遵照玩家预先设定的行动序列自如移动与行动。玩家在战斗中可以调出菜单，改动角色行动，并向诺克提斯下达指令。此外诺克提斯可与另一角色合作，对一个或一组敌人发动连携技能。游戏还能躲避与格挡，但是格挡要消耗魔法值（MP），且诺克提斯不会自动躲避，玩家需要对应敌人的攻击躲避。队伍除诺克提斯外不固定，临时角色会在故事特定时间自动入队。本作也是系列正统作品中首次放弃系列一直以来的职业系统，玩家在游戏中不能再向系列以前作品中更改各个角色的职业从而在战斗中获得不同的体验。
诺克提斯战斗中的武器可由玩家编成牌组，可以根据战斗为诺克提斯改变与分配武器。可用武器有剑、斧、矛和枪，能发出各种攻击，也可以定制或用作护盾。玩家要将一个武器设为诺克提斯默认武器，同时可以激活特技。其他队员的协助行动会因形势触发。诺克提斯可以给其他队员特定指令。在发动火攻等大型魔法时，目标敌人和周围环境都会显示效果，意味着可能伤害到伙伴。魔法的环境效果还能恐吓敌军。诺克提斯还能执行援护，援护行动距离取决于当前等级。援护区域有限，但可因战斗状态改变。除了常规攻击和防御战术外，玩家还能盗取敌方的机甲或坦克来攻击他们。
不擅長及時對戰的玩家可以使用等待模式(Wait Mode)，使用之後會在一段時間內停止敵我雙方的時間，可以在這時候選擇攻擊目標或是撤退。

#### 召喚獸
本作的召喚獸被視為神明並稱為「六神」，而主角诺克提斯与重要反派艾汀可以召唤召唤兽协助战斗。
召唤兽是《最終幻想系列》的标志，游戏采用了新版的召唤兽，比如利维坦和泰坦。他们按种类编排再以等级系统细分，譬如利维坦是最高等级的召唤兽。主角在获得召唤兽前，必須先将其在战斗中击败，或通过其他手段获得。敌人有特定职业，例如龙骑士和召唤师。
每個召喚獸都擁有不同的攻擊方式和特性，例如泰坦擁有投擲巨石和地震攻擊，拉姆則無法在地窖、地洞等地方被召喚。
| 類別     | 召喚獸名稱 | 說明                                           | 指令技                 | 大绝招   | 召唤之证     |
| -------- | ---------- | ---------------------------------------------- | ---------------------- | -------- | ------------ |
| 六神     | 泰坦       | 力大無窮的巨神。                               | n/a                    | 大地之怒 | 巨神之证     |
| 六神     | 拉姆       | 博學多聞的雷神。                               | n/a                    | 制裁之雷 | 雷神之证     |
| 六神     | 希瓦       | 優雅溫柔的冰神，另一個身分是二十四使肯緹亞娜。 | n/a                    | 钻石星尘 | 冰神之证     |
| 六神     | 利维亚桑   | 高貴的水神，六神中脾氣最差的。                 | n/a                    | 大海啸   | 水神之证     |
| 六神     | 巴哈姆特   | 榮耀的劍神，隱藏在路希斯王國的水晶中。         | n/a                    | 究极剑   | 剑神之证     |
| 六神     | 伊弗利特   | 背叛者炎神，古代文明索尔海姆的君王。           | 流星强击 爆炎 愤怒之火 | 地狱火炎 | 炎神碎片     |
| 二十四使 | 风之御使   | 六神二十四使之一，驾御风之神力的使者。         | n/a                    | 风之八道 | 风之御使之证 |

#### 武器
目前共有單手劍、巨型刀劍、短劍、長槍、盾牌、槍械、機械、皇家武器、指環等多種武器種類。玩家可以設置四個武器，依照戰況可以隨時切換。
皇家武器（Royal Arms）
路希斯王國的皇家武器，只有諾克提斯才可以裝備，分別有「賢王之劍」、「修羅王之刃」、「飛王之弓」、「獅子王雙劍」、「夜叉王刀劍」、「伏龍王擲劍」、「霸王大劍」、「慈王之盾」、「鬼王權杖」、「聖王之杖」、「神巫逆矛」、「鬥王之刀」和「父王之劍」，共有十三種。全都是路希斯王國歷代國王曾經使用的武器。皇家武器雖然威力強大，但使用時會持續扣減體力。

#### 技能樹（Ascension）
技能樹是一個特殊的存在，可以讓每名角色擁有自己的玩法風格。獲得能力點AP，解鎖不同的能力。主動被動技能都包含在內。
每名角色的技能樹完全不同。例如，格拉迪歐擁有坦克技能，伊格尼斯是支援型技能。而AP是全隊共享，所以可以全力加點在一人身上。

## 情節設定

### 世界觀设定
最初公布的版本名称为《最终幻想Versus XIII》。最初版本的世界设定类似于现代地球。土地由多个国家划分，国与国之间因争夺政治权利之物水晶而陷入冷战。战争让路希斯国以外的国家都退回中世纪状态：路希斯与世界其他地区孤立，成为由黑手黨式家族统治的技术先进国家。由于战争，除路希斯外的其他国家都失去了水晶；他们自此专注于武器研發而忽视文化发展，陷入了倒退状态。尼弗尔海姆国是路希斯的主要敌人，也是唯一未曾拥有過水晶的国家。世界上其他国家还有戴涅布萊、索爾海姆和帕多瓦。在本作的世界中，有濒死经历的人都会获得魔力，并能从女神艾特罗统治的死亡国度，预言他人的死亡。这种力量对使用者有正反双重影响。
新版正式改稱為《最終幻想XV》，然而部分設定都跟最初的版本《最终幻想Versus XIII》相同，但某些部分已被更改或刪除。例如女神艾特罗的相關情節已被刪除。

### 故事劇情
路希斯與尼弗爾海姆，兩國之間的戰爭曠日已久，在路希斯王國節節敗退之際，尼弗爾海姆帝國宰相—艾汀卻獨自前往路希斯王國進行和談，以保留王都，割讓周圍土地作為停戰條件並同意尼弗爾海姆屬國—特涅布萊耶王國千金暨神巫—露娜弗蕾亞與路希斯王國王子諾克提斯之間的婚姻，作為和平的見證。而在停戰協定簽署之前，諾克提斯與朋友一行人正為到外地長途旅行做準備，而父王雷吉斯則要求王子旅途的第一站先前往水都—歐爾提榭與露娜弗蕾亞見面。然而尼弗爾海姆帝國卻將露娜弗蕾亞帶往路希斯。在停戰協定簽署儀式舉行的當日，尼弗爾海姆背叛了路希斯，向王都進行襲擊。台上不斷地報導：「作為路希斯王國象徴的『水晶』已被帝國保管安置」，同時傳出路希斯國王雷吉斯與婚約對象的露娜弗蕾亞，以及諾克提斯本人都已死亡的假訊息。路西斯王國一夕之間分崩離析，身為路希斯王國最後血脈的諾克提斯只能與3名友人駕駛父親的愛車「雷格里亞」，遊走世界各地尋找先王的陵墓獲取皇家武器與諸神的啟示並和露娜弗蕾亞會合，表面上是為了打倒帝國和光復祖國而戰，實際上卻有著更重要的使命。

#### DLC
- 《刺客嘉年華》（Assassin's Festival）

- 《格拉迪歐藍斯篇》（Episode Gladiolus）

- 《伊格尼斯篇》（Episode Ignis）

- 《普羅恩普特篇》（Episode Prompto）

- 《战友》（Multiplayer Expansion: Comrades）

- 《艾汀篇》（Episode Ardyn）

## 历程
《最终幻想15》的开发在2006年5月電子娛樂展（E3）商展公布游戏前不久开始，当时宣称游戏以“最终幻想Versus XIII”为题对应PlayStation 3平台。游戏现由史克威尔艾尼克斯的第一开发部创作，《王国之心II》团队负责游戏中的动作，《最终幻想VII 降临之子》一组处理预渲染影片，技术职员制造引擎。原总监野村哲也构思游戏内容以及基本故事，并与罗伯托·法拉利合作设计角色。桥本真司担任制作人，野岛一成编写剧本，下村阳子谱写原声。《降临之子》共同总监之一的野末武志负责过场等视觉部分。几名职员在制作期间加入或离开项目：比如北濑佳范是最初的制作人，但已不再直接参与项目；美术直良有佑后来加入团队。2012年7月，原史克威尔艾尼克斯CEO和田洋一指派《最终幻想 零式》开发者援助《最终幻想15》制作。一年后田畑端成为共同总监。野村已在游戏相当末期时将重点转移到《王国之心III》等其他项目，田畑成为唯一总监。游戏现有200余名工作人员。
《最终幻想15》最初使用史克威尔为第七世代游戏机和PC设计的中间件引擎水晶工具。但游戏之后用专用动作导向引擎和一些中间件工具重建，同时使用的还有公司新引擎夜光，比如它的灯光技术。在《最终幻想Agito XIII》易名《最终幻想 零式》，2011年次世代主机PlayStation 4和Xbox One送给史克威尔艾尼克斯时，公司决定在内部将《最终幻想Versus XIII》改名《最终幻想15》。游戏一度同时为PlayStation 3和次世代平台开发。然而，游戏因未名原因无法于2012年发行的公告发布后，当前世代游戏机的有限生命周期成了问题。因DirectX 11式开发方式易于往次世代系统移植，在反复试错后，放弃让PlayStation 3成为首发平台。制作在2012年中期全面转向PlayStation 4和Xbox One。2014年时游戏完全采用夜光引擎开发。《最终幻想15》和夜光的开发同时进行，两支团队密切合作优化各个项目。在索尼公布PlayStation 4的加强版“PlayStation 4 Pro”后，史克威尔艾尼克斯宣布本作将会支持新型号主机，并会利用其更强劲的机能展现游戏中的世界。游戏会在新主机上可以以“1080p 60帧”或“4K 30帧”的画质下运行。

### 设计

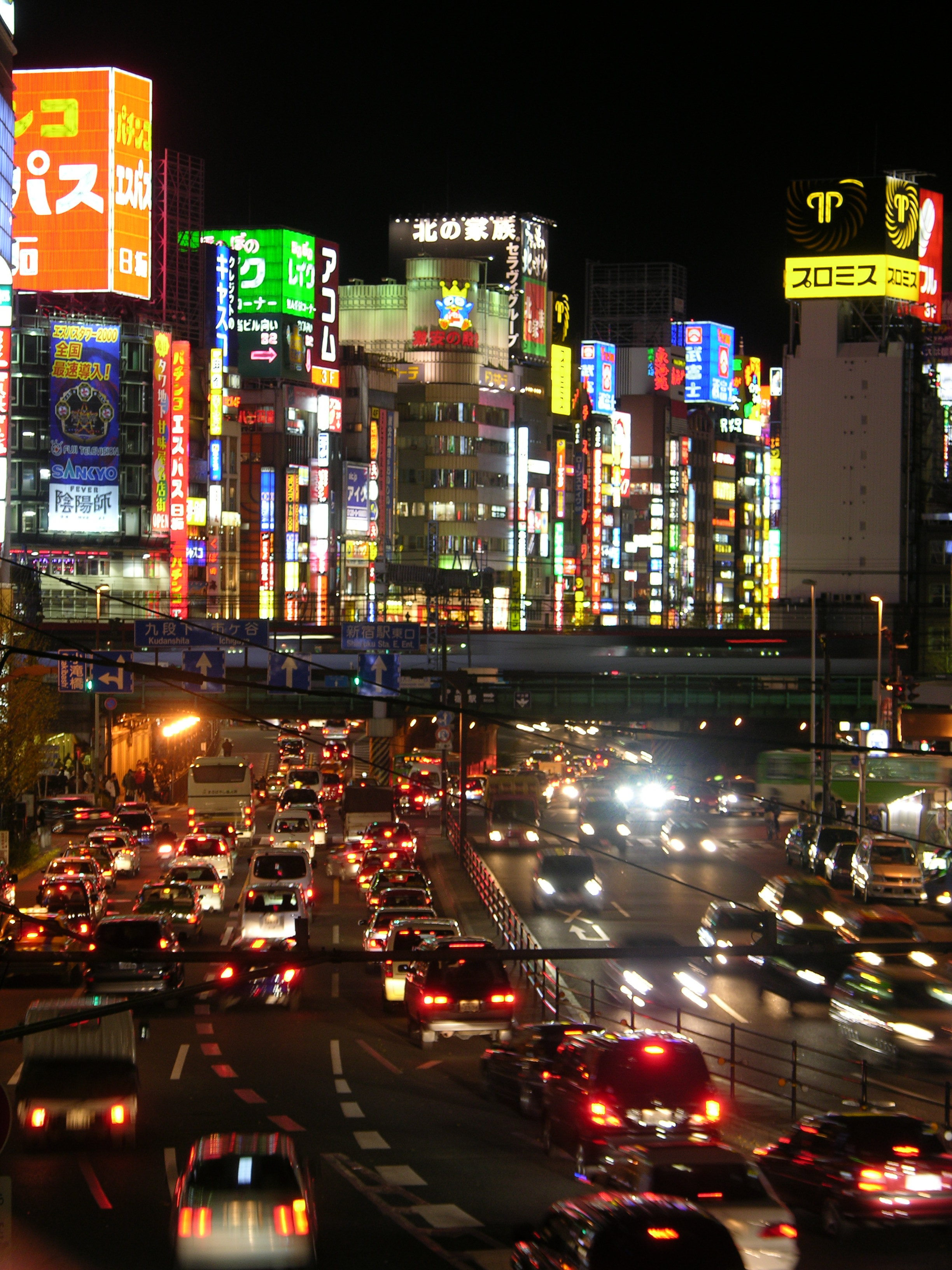
东京新宿，类似城市的路西斯王国的主要灵感

野村期望《最终幻想15》和他轻快的王国之心系列反差强烈。他称此乃他“对极端的爱”，并解释称此路线贴合他的个人趣向，全然不同于过去制作人要求他之所为。早期进入开发，野村称游戏背后的构思与想法不适合惯例的编号最终幻想作品。作品因此最初命名《最终幻想Versus XIII》而非《最终幻想15》。但随着内容规模的快速增长，最早在2007年引发了关于游戏是否改名为编号作品的讨论。游戏有几个被迫放弃初期构思。计划之一是采用第一人称视角且不带平视显示器，因和最终幻想系列风格矛盾被毙。另外，野村在看过《悲惨世界》2012年改编电影后，打算将游戏改为音乐式作品，但被史克威尔艾尼克斯高层否决。
《最终幻想VII》开发期间曾有考虑过现代设定但最终放弃，野村自那时起就一直想在最终幻想游戏中应用此设定。因此《最终幻想15》的一些场所就依真实地点设计，比如东京地区或者威尼斯的圣马可广场与聖馬可大教堂。城国路西斯特别受到充满活力的东京新宿区的影响，野村每天经过的史克威尔艾尼克斯总部正坐落在此。游戏中见到的高速路和隧道几乎精确模仿了首都高速道路和一条银座隧道，团队创作多次驾车前往实地调查。
开发中布景设定的另一因素就是巨大无缝环境的设计。这意味着水平要达到诸如玩家角色被很远处的枪击中，或是战斗中建筑内外侧场景的切换。这确证了野村构思的游戏控制更直观的动作导向系统。他指示他的团队研究第三人称射击作为参考。使用互动实时事件原因有二：野村认为其他游戏的常规剧情过场打断了游戏操作，许多玩家也因此将其跳过；此外，《最终幻想15》的开发架构可以缩减，因为无需从头创作仅用于过场的高多边形角色模型。然而无缝从事件场景切入游戏操作难以实现，反使团队投入的时间增多。这种无缝过渡风格还用于情景不断变化的战斗系统，使得战斗更有真实感。但与其他大多动作游戏相比，团队沿用了在玩家和敌方单位处显示HP损失，这一大多最终幻想游戏所使用的设置。虽然通关使用单一可控角色，但团队还尝试了多角色战斗系统。最终明确这存在太多困难。在全面转向次世代后，许多元素受到夜光技术的影响：比如优化的游戏过场镜头类似于预渲染影片；可以使用变化环境和游戏性元素，如更多可破坏的环境，玩家角色可以变形到游戏地图上遥远的位置。这还让野村得以开始为巨兽等敌人尝试更精细的面部。

### 编剧
游戏的传说源自《新的水晶故事系列》的神话，同属于该系列的有《最终幻想XIII》和《最终幻想 零式》，几款游戏都于2006年宣布。北濑佳範称神话是故事的“背景和起点”，但是和子系列其他游戏无联系。野村选择避开神话里“路希”和“法尔希”等诸多术语，如，而是以其背后的概念代之，同时因为游戏的现代设定故极少或不谈到术语。故事的核心主題是「立足于現實的幻想」，其設定基於現實世界，故事的幻想元素脱胎自熟悉的設定。在遊戲改到PlayStation 4 之前，實現遊戲這方面對野村相當困難。類似系列許多其他作品，他還為獨立角色單獨設計故事，以使作品更為逼真。为了让游戏“几近真实世界的人”，野村减少了幻想元素用量，故而他称《最终幻想15》为系列最阴郁的一作。他承认聚焦于人类情感的故事可能缩小目标群众，但认为是时候冒此风险，并将角色构思成能现实世界遇到的可信人类。诺克缇斯尤其是矛盾角色，有传统英雄和反派的双重显著特征。除了嚴肅的故事外，游戏还有一些輕喜劇元素作为平衡，野村選擇加入大量遊戲對話來應對標準過場，并让對話聽起來「自然而非遊戲版或高大全的」。

### 音樂
主條目：最终幻想15 的音乐
《最終幻想XV》的遊戲音樂主要由下村陽子負責，她也是《王國之心系列》音樂的主要創作者。而主题曲是由英国乐队Florence + the Machine翻唱的《Stand by Me》，这是系列正统作品中继《最终幻想XIII》国际版中使用利昂娜·刘易斯的《My Hands》后再一次启用国际音乐人演绎游戏主题曲。

### 宣传
因为游戏从2011年1月——当时还叫做《最终幻想Versus XIII》——起长期淡出公众视线，产业评论家将《最终幻想15》称为雾件。经常有传闻称游戏悄然取消，或是开发中易名并转向其他平台。官方在E3 2013上公开宣布，游戏变更标题并计划在PlayStation 4和Xbox One平台发行。展会上一并公开的还有游戏玩法宣传片。展示片由为此专制的引擎“乌木”（Wbony）创作。东京电玩展2013上公开了一个和E3 2013上两个宣传片类似的宣传片，但加入了一些之前未见的镜头。东京电玩展2014上公开了新宣传片。影片和给记者展示的即时演示使用了游戏的夜光引擎。
在游戏之外，史克威尔艾尼克斯还与奥迪合作推出了仅限量一部的《最终幻想15》特别版奥迪R8跑车：“The Audi R8 Star of Lucis”。该车采用了游戏中的路西斯王国的公务车的设定和涂装。而该车在游戏衍生电影《王者之剑 最终幻想XV》中亦有出场。

### 試玩
第一部試玩版《Final Fantasy XV: Episode Duscae》以《最终幻想 零式 HD》的首发限定特典的身份于2015年3月19日开放下载，展示了试玩版定制的早期部分片段。2015年6月10日，针对该试玩版推出的Ver2.0补丁开放下载。
第二部试玩版《Platinum Demo: Final Fantasy XV》（中国大陆译名《卡班库尔物语 最终幻想15》）于2016年3月31日（日本时间）开放下载。
在2016年11月11日，史克威尔艾尼克斯在日本地区的PSN商店和Xbox卖场提供了基于游戏第一章部分内容的试玩版《Final Fantasy XV Judgment Disc》。

### 中国大陆发行
北京时间2016年3月31日，微软在中国大陆地区的家用游戏机合作伙伴上海东方明珠新媒体股份有限公司与史克威尔艾尼克斯于美国洛杉矶签署《最终幻想15》项目合作协议，合作范围除了游戏本体，还包括云游戏及电影、动画等最终幻想系列产品。合作协议签署后，Xbox One平台与PlayStation 4平台上的《最终幻想15》在中国大陆地区均交由东方明珠新媒体发行。与之前引进的《最终幻想XIV：重生之境》和《最终幻想X/X-2 HD重制版》不同，此次的译名为《最终幻想15》，舍弃了罗马数字“XV”，文本和图标都为此进行了相应修改。
大陆发行版本为了能够通过当局审批，对部分游戏内容进行了修改。2016年11月15日晚，有媒体报道称大陆版《最终幻想15》已通过国家新闻出版广电总局审批并获颁批准文号，官方微博账号亦于同期发布首条留言。2016年11月26日晚，发行方在上海东方明珠广场召开发布会，在会上正式宣布大陆版《最终幻想15》将于11月29日全球同步上市。

### 追加下载内容
游戏在发售后，又制作了《格拉迪歐藍斯篇》、《普羅恩普特篇》和《伊格尼斯篇》三个剧情方面的追加下载內容，分别讲述了三人在游戏主线中没有提到的故事。而在这三个DLC中，游戏形式也与本章的动作战斗系统有一定的区别。而在此之后官方又宣布将制作大型剧情内容《未来黎明》，以龙骑士阿拉尼雅、露娜、诺克提斯、艾汀为主角的四个剧情追加下载內容；而在2018年11月8日的游戏特别直播中，官方宣布取消《未来黎明》的制作，仅保留“艾汀”一个剧情追加下载内容的继续制作。
游戏在发售前曾宣布为PlayStation VR制作独占的虚拟现实内容；此前公布的是普隆普特为主角的射击游戏。在2017年E3游戏展上，史克威尔艾尼克斯确定对应PSVR的虚拟现实游戏将是一款以钓鱼为主题的VR游戏《最终幻想15：深渊魔兽》。玩家将扮演一名与诺克特一行人一同钓鱼的垂钓客。
另外史克威尔艾尼克斯也宣布了適合多人遊玩的《Final Fantasy XV: Comrades》。
為配合2018年3月6日發售的《Final Fantasy XV：Windows Edition》，推出了追加下载內容「Royal Pack」和包含遊戲本篇內容的《Final Fantasy XV：Royal Edition》。共追加了「第一人稱」視角玩法、「王都」地圖、全新敵人「歷代國王」以及「雷格里亞 TYPE-D」。
此外游戏还在发售后不断追加了一些新的功能，像可以越野的「雷格里亞 TYPE-D」等。而「雷迦利亚」也作为追加下载车辆出现在微软的竞速游戏《极限竞速 地平线3》中。

## 評價
| 汇总媒体     | 得分                                |
| ------------ | ----------------------------------- |
| GameRankings | PS4：82.30% XONE：85.9% PC：87.0%   |
| Metacritic   | PS4：82/100 XONE：82/100 PC：85/100 |

| 媒体                  | 得分    |
| --------------------- | ------- |
| Destructoid           | 9/10    |
| 电子游戏月刊          | 7.5/10  |
| Game Informer         | 8.5/10  |
| Game Revolution       | [ 97 ]  |
| GamesRadar+           | [ 98 ]  |
| GameSpot              | 8/10    |
| IGN                   | 8.2/10  |
| Polygon               | 9/10    |
| Fami通                | 38/40   |
| Digital Spy           | [ 103 ] |
| Hardcore Gamer        | 3.5/5   |
| PlayStation LifeStyle | 8.5/10  |
| 時代雜誌              | 4.5/5   |
| US Gamer              | [ 107 ] |

《最終幻想XV》首周的出貨量為500萬。根據法米通統計在日本首周發行71萬多套，4gamer則是首周發行69萬多套。虽然没有公布具体销量，但索尼互动娱乐中国大陆地区负责人添田武人确认大陆地区的行货版游戏的销量仅次于日本地区，在亚洲区市场位列第二位。2018年1月，本作的PS4與Xbox One版本合計已達到700萬套的全球累計銷量。2018年9月，本作的PS4與Xbox One版本合計已達到810萬套的全球累計出貨數。截至2022年5月，本作全平台的全球累計銷量（未含口袋版）已超過了1000萬份。

### 所獲獎項
| 年份 | 獎項                        | 類別                   | 獲提名                  | 結果 | 來源            |
| ---- | --------------------------- | ---------------------- | ----------------------- | ---- | --------------- |
| 2015 | 日本遊戲大賞                | 未來部門               | 《最終幻想XV》          | 獲獎 | [ 114 ]         |
| 2016 | 遊戲評論家獎                | 最佳角色扮演遊戲       | 《最終幻想XV》          | 獲獎 | [ 115 ]         |
| 2016 | DualShockers 東京電玩展大獎 | 最佳角色扮演遊戲       | 《最終幻想XV》          | 獲獎 | [ 116 ]         |
| 2016 | DualShockers 東京電玩展大獎 | 最佳PS4遊戲            | 《最終幻想XV》          | 獲獎 | [ 116 ]         |
| 2016 | DualShockers 東京電玩展大獎 | 最佳Xbox One           | 《最終幻想XV》          | 獲獎 | [ 116 ]         |
| 2017 | PlayStation Awards          | 白金賞                 | 《最終幻想XV》          | 獲獎 | [ 117 ]         |
| 2017 | PlayStation Awards          | 玩家最愛大獎           | 《最終幻想XV》          | 獲獎 | [ 117 ]         |
| 2017 | VFX-JAPAN大獎               | 遊戲影像部門最優秀獎   | 《最終幻想XV》          | 獲獎 | [ 118 ]         |
| 2017 | dragodoro賞                 | 最優秀遊戲獎           | 《最終幻想XV》          | 獲獎 | [ 119 ] [ 120 ] |
| 2017 | 第十六届NAVGTR奖            | 藝術指導，幻想         | 《最終幻想XV》          | 提名 | [ 121 ]         |
| 2017 | 第十六届NAVGTR奖            | 遊戲引擎鏡頭設計       | 《最終幻想XV》          | 提名 | [ 121 ]         |
| 2017 | 第十六届NAVGTR奖            | 戲劇表演，配角         | 《最終幻想XV》          | 提名 | [ 121 ]         |
| 2017 | 第十六届NAVGTR奖            | 歌曲，原創或改編       | 《最終幻想XV》          | 獲獎 | [ 121 ]         |
| 2017 | 第十六届NAVGTR奖            | 遊戲，角色扮演系列系列 | 《最終幻想XV》          | 獲獎 | [ 121 ]         |
| 2017 | 第十五届GANG大獎            | 最佳原聲專輯           | 最終幻想XV 原聲帶       | 提名 | [ 122 ]         |
| 2017 | 第十五届GANG大獎            | 最佳原創器樂           | 《Valse di Fantastica》 | 提名 | [ 122 ]         |

### 爭議
Areajugones分數問題
西班牙媒體Areajugones宣稱，史克威尔艾尼克斯不會再把評分副本將給他們評分。原因是Koch Media負責史克威尔艾尼克斯在歐洲的經銷，Areajugones的評分會損害他們的利益。

## 潜在续作
E3 2013宣传片中“一个Versus史诗的世界”一行字暗示了《最终幻想15》的续作。野村解释称游戏自有高潮，这是意欲延续史诗的首章。他称史克威尔艾尼克斯考虑使用在线元素，开发短篇独立作品维系玩家兴趣，避免他们长期等待。解读称这是公司以章节体例，数字发行潜在续作的举动。野村在后来日本博览会2013上澄明，尚无敲定的续作企划。

## 其他相關媒體

### 网络游戏
- 《Final Fantasy XV － Multiplayer Expansion：Comrades》

### 遊戲體驗版
- 《Final Fantasy XV －EPISODE DUSCAE》

- 《PLATINUM DEMO － FINAL FANTASY XV》

### 手机遊戲
- 《正義怪物5人戰隊》（Justice Monsters Five），本篇中的弹珠台小游戏的独立版。于2016年8月30日抢先本篇在iOS和Android平台推出，仅日本地区发行。于2017年3月27日停止營運。[129]
- 《太空戰士15：新帝國》[註 11]，關於本篇主角諾克提斯與帝國的冒險故事，是款由史克威爾艾尼克斯授權於Machine Zone公司製作及發行的策略經營的手機遊戲，玩家的首要目標是要讓帝國壯大並且集結各路好友，共同成立強大的公會聯盟成為世界的霸主。要讓帝國變強，不單練等、創建部隊這麼簡單，玩家還需要鞏固城牆抵禦外敵、生產資源等等。資源除了耕地生產之外，還可以透過採集的方式，或是率領部隊攻打其他帝國來掠奪資源。遊戲內建 32 國語言即時翻譯，玩家可以和全球玩家即時對話、廝殺。遊戲于2017年6月1日開放事前登錄。
- 《最终幻想15：为伊欧斯而战》（Final Fantasy XV: War for Eos），是一款由史克威爾艾尼克斯授權於Machine Zone公司製作及發行的策略經營的手機遊戲，可视为《太空戰士15:新帝國》的续作。遊戲于2023年2月16日于iOS和Android平台全球发行。[131]
- 《最终幻想15：口袋版》（Final Fantasy XV: Pocket Edition），2018年2月发售，游戏正篇的手机版（iOS、Android），角色采用了Q版造型重新製做。分10个章节发售，第一章節可免費試玩[132]。

### 主机游戏
- 《國王傳說 最終幻想XV》（A KING'S TALE: FINAL FANTASY XV），關於本篇主角諾克提斯的父親雷吉斯年輕時代的冒險故事。登陆PlayStation 4和Xbox One平台，最初作为预购特典于2016年11月29日与本篇同步发行，后于2017年3月1日开放免费下载。
- 《最终幻想15：口袋版HD》（Final Fantasy XV: Pocket Edition HD），口袋版的主机平台高清移植作，2018年9月登陆PlayStation 4、Xbox One以及任天堂Switch等主机平台[13]。

### 動畫
- 《兄弟情 最终幻想XV》（BROTHERHOOD FINAL FANTASY XV），關於諾克提斯與三位夥伴格拉迪歐、伊格尼斯與普羅恩普特之間的故事，媒體為網路動畫。

- 《最終幻想XV 艾汀篇 序章》（FINAL FANTASY XV EPISODE ARDYN -PROLOGUE-），以關於《FFXV》登場頭目的帝國宰相「艾汀」作為主角的故事，講述他由正轉惡的心路歷程，分為遊戲和2D動畫兩部份。

### 电影动画
- 《王者之劍 最终幻想XV》（KINGSGLAIVE: FINAL FANTASY XV），2016年7月9日于日本上映，為補完遊戲本篇開始之前發生的故事，講述王者之劍部隊成員的經過[133]。

### 短篇小说
- 《最终幻想15：未来黎明》（FINAL FANTASY XV -The Dawn Of The Future），小说将会描写了主角诺克特、露娜和重要NPC艾汀和阿拉尼亚的故事。这四名角色原本都有单独的DLC发售，但史克威尔艾尼克斯2019年取消了阿拉尼娅、露娜和诺克提斯的DLC开发，仅保留了艾汀篇[134]。小说结局为本体游戏故事之真正结局。